# Poliția Legionară
Poliția Legionară a fost o poliție paramilitară creată după înființarea Statului Național-Legionar, care a funcționat în paralel cu poliția oficială de stat din România.

## Organizare
Poliția Legionară a fost o organizație concepută după modelul unităților paramilitare naziste, liderii ei considerând-o versiunea românească a SA germane. Înființată formal la 6 septembrie 1940, ea avea scopul de a apăra noul regim și de a-i suprima pe adversarii acestuia.
Conducătorul Mișcării Legionare, Horia Sima, afirma în memoriile sale că însuși generalul Ion Antonescu i-ar fi cerut, în cursul unei discuții între patru ochi, să organizeze o poliție legionară, care să constituie un instrument de siguranță al noului regim. Ca urmare, Poliția Legionară s-a constituit mai întâi în Capitală și apoi în orașele din țară, după următoarea procedură: șeful de județ îl însărcina pe un legionar cu conducerea Poliției Legionare locale, după care acesta își recruta elementele de care avea nevoie din sânul organizației, deși nu toate elementele chemate să facă parte din Poliția Legionară erau pricepute. În septembrie 1940, publicația oficială a regimului lui Antonescu descria Poliția Legionară ca un grup de „elemente fără nici o pregătire de specialitate, fără cultură, fără suflet, din dezmoșteniții soartei, culeși din pulbere de drum”.
În noiembrie 1940, șef al Poliției Legionare din capitală a fost numit Ion Boian. După desființarea acesteia, a fost șeful Serviciului de Ordine al Mișcării Legionare.

## Misiune
Poliția Legionară a fost un corp distinct, separat de Poliția oficială a statului, care avea misiunea să stea într-ajutorul organelor polițienești ale Statului, în perioada de trecere de la vechiul regim carlist la noul regim legionar, când legionarii încă nu dețineau Ministerul de Interne. Horia Sima a menținut și organizat Poliția Legionară în paralel cu Poliția oficială a statului, chiar și după ce legionarii au ajuns să dețină, oficial, Ministerul de Interne, Prefectura Poliției Capitalei și Direcția Siguranței și Polițiilor din țară. După ce Poliția Legionară s-a organizat în toată țara, Horia Sima a dat o circulară prin care a stabilit atribuțiile ei de auxiliară a Poliției de Stat. Aceștia erau îmbrăcați în uniformă legionară, cămașă verde, centură cu diagonală, iar la braț banderolă pe care era scris: Poliția Legionară.
Poliția Legionară avea dreptul de a face percheziții la orice oră din zi și din noapte, de a opera arestări, fără nici o formalitate "birocratică", precum și de a ancheta persoanele reținute. De la arestarea fără mandat a celor pe care îi considera adversari, Poliția Legionară a ajuns până la uciderea unor personalități politice.
Făcând referire la atribuțiile și competențele poliției legionare, Horia Sima a emis la 30 octombrie 1940 un comunicat în care preciza: sediul este în Splaiul Independenței nr.75, carnetele și legitimațiile trebuiau să conțină datele de identificare, să aibă fotografie și timbru sec aplicat, chiar și așa participarea la percheziții fiind exclusă în lipsa Poliției de stat, în caz contrar riscând să fie denunțați. Prin ordinul nr. 67343/ 23 noiembrie 1940, directorul general al Polițiilor, Al. Ghica, le-a ordonat celor din subordine obligativitatea colaborării cu conducătorii Mișcării Legionare. Două zile mai târziu, același director emitea un ordin, în care amintea că „legionarii servesc ca auxiliari ai Poliției de stat, dacă sunt împuterniciți cu acte în regulă, emanate de la organele Ministerului de Interne sau de la prefecții de județ”, iar „Poliția de stat poate face apel la cadrele legionare oricând va fi necesar”.
Polițiștii legionari aveau birouri în clădirea Prefecturii Poliției Capitalei, li s-au amenajat dormitoare pentru 140 de persoane, aveau acces la documente secrete, participau la acțiuni polițienești, puneau în executare măsuri specifice, beneficiau de baza logistică și, în general, de tot ceea ce ține de o unitate de amploarea Poliției Bucureștilor. Membrii Poliției Legionare erau cazați chiar în sediul Poliției Capitalei, un etaj fiindu-le destinat pentru locuire.

## Acțiuni
După ce în noaptea de 26/27 noiembrie 1940, un grup de 60-90 de indivizi, în majoritate tineri, aparținînd de Poliția Legionară, au asasinat la închisoarea Jilava 64 de foști responsabili politici ai regimului Carol al II-lea, iar în dimineața de 27 noiembrie pe istoricul Nicolae Iorga și pe economistul Virgil Madgearu, Ion Antonescu a trecut la măsuri drastice. 
La 29 noiembrie, Antonescu a ordonat dezarmarea Poliției Legionare. Efectele ordinului său au fost, totuși, atenuate de ministrul de interne, care a ordonat transferul „cadrelor competente” de la Poliția Legionară la unitățile de poliție regulate.
La 2 decembrie 1940, Antonescu a desființat Poliția Legionară, iar cu două zile înainte de Crăciun l-a destituit pe ministrul de externe legionar Mihail R. Sturdza. Cu toate acestea, Poliția Legionară și-a continuat abuzurile, recurgând la percheziții, descinderi nocturne în locuințe și confiscări de averi.
În telegrama din 7 ianuarie 1941, W. Fabricius, ambasadorul german la București, îi comunica ministrului său de externe că, după ce, la ordinul lui Antonescu, Poliția Legionară fusese dezarmată, Nicolae Malaxa a dat din nou arme Poliției Legionare. În aceeași telegramă, el raporta că la 6 ianuarie 1941, în timp ce la Președinția Consiliului de Miniștri Ion Antonescu i-a cerut lui Horia Sima să înceteze abuzurile, Poliția Legionară a ocupat Prefectura de Poliție.